# Amphientulus durumagi
Amphientulus durumagi är en urinsektsart som först beskrevs av Imadaté 1973.  Amphientulus durumagi ingår i släktet Amphientulus och familjen lönntrevfotingar. Inga underarter finns listade i Catalogue of Life.